# رافائيلي أماتو
رافائيلي أماتو (بالإيطالية: Raffaele Amato، ولد في 11 نوفمبر 1965) زعيم كامورا إيطالي ورئيس «سكيسيونيستي دي سيكونديليانو» (Scissionisti di Secondigliano)، أي إنفصاليي سيكونديليانو، وهي عصابة كامورا من منطقة نابوليتانو في نابولي. يعرف بعدة ألقاب في عالم الجريمة النيوبوليتاني، من ضمنها "Lo Spagnolo" (الإسباني), "'o Lell", "Lell o' chiatt'" (ليل البدين) و"'a vechhiarella".

## خلفية
يعرف الانفصاليون (سكيسيونيستي) بالإسبان ("Spagnoli") نسبة لرحلاتهم المستمرة لنقل الكوكاين من جليقية في إسبانيا. كان أماتو وعصابته فصيلا من عائلة دي لاورو، تحت رئاسة باولو دي لاورو. ولكن بعد أن أصبح دي لاورو مطلوبا عام 2002، وبعد اعتقال ابنه فينشينزو عام 2004، استلم كوسيمو دي لاورو قيادة العصابة. أراد كوسيمو أن يمركز عمليات تهريب وتجارة المخدرات التي كانت بالسابق تدار تحت امتيازات، حيث كان التجار يدفعون لعائلة دي لاورو للعمل معهم مقابل شراء المخدرات من أي مصدر متوفر. كما وأزاح عددا من أفراد العصابات كبار السن واستبدلهم بمن هم أصغر سنا ويفتقدون للخبرة.

## الانشقاق
تحديا لكوسيمو، انشق أماتو عن عصابة دي لاورو في أكتوبر 2004، وتحدى قوانينه الجديدة، ثم هرب إلى إسبانيا حيث نظم انقلابا ضد رؤسائه السابقين. من هناك، حاول أن يبسط سيطرة الانفصاليين على عصابات المخدرات والدعارة في نابولي، حيث كانت سيكونديليانو وسكامبيا مراكزهم العصبية. أدت الحرب التي عرفت بصراع سكامبيا ("faida di Scampìa") إلى إكثر من 60 جريمة قتل في 2004 و2005. سبب الصراع استنكار شعبي واسع ضد الكامورا وأدى إلى حملة كبيرة من قبل السلطات.

## الاعتقالان

### 2005
في 26 فبراير 2005، اعتقل أماتو وخمسة من أفراد عصابته من قبل الشرطة الإسبانية وهم يغادرون كاسينو في برشلونة. أتى اعتقاله بعد شهر من اعتقال عدوه كوسيمو دي لاورو. سلم أماتو بعدها إلى أيطاليا، حيث كان متهما بالقتل وتجارة المخدرات. أشاد وزير الداخلية الإيطالي جويسيبي بيسانو باعتقال أماتو وقال أنه «إشارة إلى شعب نابولي بأننا نربح في الحرب على المافيا». كما قال أن اعتقاله يعني أن العصابتين المتهمتين بسلسلة جرائم القتل في نابولي قد تم قطع رأسها. بالإضافة، حث بيسانو الشهود أن يكسروا ال«أوميرتا»، أي ميثاق شرف الكامورا بالتزام الصمت، وأن يتقدموا بأدلة.
في عام 2006، تم الإفراج عنه بسبب انتهاء مدة اعتقاله المؤقت، حيث أصبح مطلوبا من جديد.

### 2009
في 17 مايو 2009، اعتقل أماتو في مدينة ماربيا الإسبانية في عملية مشتركة بين الشرطة الإيطالية والإسبانية. قبل اعتقاله، كان يعيش تحت اسم مستعار في كوستا دل سول. أماتو متهم بثمان جرائم قتل بين عامي 1991 و1993 أثناء ما يسمى ب«صراع مونيانو»، وبكونه المهرب الرئيس أو أحد المهربين الرئيسيين للكوكايين إلى إيطاليا.